# Morant Bay
Morant Bay es la capital de la parroquia de Saint Thomas, en el norte de Jamaica, dentro del Condado de Surrey ubicándose en el este del territorio jamaiquino.

## Población
La población de esta ciudad jamaiquina se encuentra compuesta por un total de once mil ciento veintiún personas, según las cifras que arrojó el censo llevado a cabo en el año 2010.